# Кулєшов Павло Миколайович (вчений-зоотехнік)
Павло Миколайович Кулєшов (15 [27] серпня 1854, Малоархангельськ, Орловська губернія — 5 жовтня 1936, Москва) — російський вчений-тваринник; професор, член-кореспондент АН СРСР (1928, перший з зоотехніків). Вважається одним з основоположників російської зоотехнічної науки.
П. Н. Кулєшов першим у Росії розробив метод оцінки конституції сільськогосподарських тварин, запропонував свою оригінальну класифікацію типів конституцій тварин. Зробив помітний внесок у розвиток теорії племінної роботи з сільськогосподарськими тваринами і практичних методів поліпшення якостей тварин, що розводяться, а також виведення нових порід сільськогосподарських тварин.

## Життєпис
Народився у збіднілій дворянській родині.
Закінчив Харківську гімназію і Харківський ветеринарний інститут зі ступенем ветеринарного лікаря (1875). У січні 1876 року вступив у Петровську землеробську і лісову академію, яку закінчив у червні 1879 року зі ступенем кандидата сільського господарства. У цьому ж році став доцентом кафедри приватної зоотехнії академії. Був відряджений стажуватися з зоотехнії за кордон; був у Німеччині, Франції, Швейцарії, Великій Британії, США. Після повернення через три роки (1882) став читати в Петровської академії курс приватної зоотехнії; в 1883 році був обраний завідувачем кафедри приватного тваринництва академії. У 1888 році захистив магістерську дисертацію «Наукові і практичні підстави добору племінних тварин у вівчарстві» і затверджений у 1889 році екстраординарним професором академії, де працював до її закриття в 1894 році.
Довгий час працював у комітетах скотарства і вівчарства Московського товариства сільського господарства.
Після революцій 1917 року викладав у Тамбовському університеті; в 1921-1929 роках був професором кафедри конярства Московського вищого зоотехнічного інституту.
Похований на Дорогомиловском цвинтарі. У зв'язку з ліквідацією цвинтаря могила в 1945 році перенесена на третю ділянку Востряковського цвинтаря.
Заслужений діяч науки РРФСР.

## Наукова діяльність
Основні наукові роботи присвячені племінному розведенню сільськогосподарських тварин, вивчення їх екстер'єру, розвитку вчення про конституції. Обґрунтував гомогенний підбір (парування однотипних тварин) як метод підвищення гомозиготності стада і народжуваності з більшою гарантією препотентних тварин (здатних з будь-якими партнерами давати потомство, схоже на себе); був прихильником використання інбридингу в розведенні тварин. Відводив велику роль схрещуванню місцевої худоби з поліпшуючими породами. Вивів новий тип тонкорунних овець - новокавказский меринос. Запропонував використовувати породу рамбульє для поліпшення тонкорунного вівчарства. На цій основі пізніше були виведені асканійська тонкорунна (М. Ф. Івановим), кавказька тонкорунна та ставропольська породи.
Засновник зоотехнічної наукової школи. В числі його учнів М. І. Придорогін, І. І. Калугін, І. О.Широких, С. В. Давид, Н. В. Петров; а також В. М. Юдін, О. А. Іванова, Г. Р. Литовченко, Б. В. Волкопялов та ін.

## Пам'ять
У Москві на навчальному корпусі Московської сільськогосподарської академії імені К. А. Тімірязєва (Тимірязєвська вулиця, будинок № 54), де П. Н. Кулешов вчився і працював з 1875 по 1894 рік, встановлена меморіальна дошка.

## Вибрана бібліографія
П. Н. Кулешов — автор 270 наукових робіт з усіх галузей тваринництва, в їх числі підручники для сільськогосподарських вузів: «Конярство» (СПб., 1888; 9-е изд. — М-Л., 1933); «Свинарство» (СПб., 1888; 10-е изд. — М., 1930); «Велика рогата худоба» (СПб., 1888; 7-е изд. — М-Л., 1931); «Вівчарство» (СПб., 1888; 6-е изд. — М., 1925).
Він також автор численних посібників з різних галузей тваринництва:
- «К вопросу о фальсификации коровьего масла» («Известия Петровской Акд.», 1878, вып. I.);
- «Отношение удойного веса к живому» («Известия Петровской Акд.», 1879, вып. I);
- Мазаевское овцеводство / [Соч.] П. Кулешова и Н. Петрова. — СПб.: тип. В. Демакова, 1896. — 38 с.;
- Молочное хозяйство: Практ. руководство… / Д-р фон Кленце; Пер. с нем. под ред. П. Н. Кулешова. — СПб.: А.Ф. Девриен, 1887. — 220 с.;
- «Учебник частного животноводства и скотоврачевания — свиноводство», 1888;
- «Die Schadel der rothen kalmuckischen Rinder-Rasse», 1888 (Бюллетень Московского Общества испытателей природы, а потом в Журнале сельского хозяйства и лесоводства);
- «Научные и практические основания подбора племенных животных в овцеводстве» (М., 1890; магистерская диссертация);
- «Настоящее положение нашего тонкорунного овцеводства и меры к его улучшению». — СПб., [1890];
- «Тренировка рысаков» (перевод с англ.) 1892;
- «Тонкорунное овцеводство» (1894);
- «Мазаевская овца» (1896);
- «Скотоводство на севере и юге России 1900 г.» (публичные лекции в Петербурге);
- «Рабочая лошадь» (1912);
- «Породы грубошерстных овец» (1914);
- «Рабочая лошадь» (М., 1923);
- Доклад на тему «Породы домашних животных в исторической последовательности их развития», «Всероссийское совещание по животноводству и коневодству», 7 — 14 апреля 1926 года, Москва;
- «Руководство по определению возраста сельскохозяйственных животных по зубам» — 2 изд. // П. Н. Кулешов и А. С. Красников. — [М.], 1928, переиздано в 1931;
- «Методы племенного разведения домашних животных» (1922—1932);
- «Породы домашних животных в исторической последовательности их развития» (1926);
- «Выбор по экстерьеру лошадей, скота, овец и свиней» — 3 изд. — М., 1937;
- «Теоретические работы по племенному животноводству» — М., 1947;
- Избранные работы. — М., 1949.